# Линдхолмска брда
Линдхолмска брда или Lindholm høje (од старонордијског haugr, брдо или брежуљак) је главно гробно место Викинга и некадашње насеље које се налази северно од града Олборга у Данској и гледа на њега.

## О области
Јужни (доњи) део Линдхолмских брда датира из 1000. - 1050. године нове ере, викиншког доба, док је северни (виши) знатно раније, датира из 5. века нове ере у нордијско гвоздено доба. Непознати број стена је уклоњен са локалитета током векова, а многе су, на пример, разбијене у 19. веку за употребу у изградњи путева. Део гробља из доба Викинга је више страдао од овога него старији делови. Прва следећа археолошка ископавања, која су на крају обухватила 589 од приближно 700 гробова, почела су 1952. године, иако су ископавања вођена још 1889. године. Гробови су поређани хронолошки, од гвозденог доба налазе се у близини врха брда, а гробови из каснијег периода се спуштају на доле.
Пронађени су остаци села. Насеље се налази на важном прелазу преко Лимфјорда, воденог дела који дели полуострво Јиланд. Током доба Викинга, било је могуће направити прелаз само на овом месту или много западније дуж фјорда код Агерсунда, због мочвара које су тада омеђивале фјорд са обе стране.
Насеље је напуштено отприлике 1200. године нове ере, вероватно због песка који је одлетео са западне обале, што је била последица обимне сече шума и изложеног песка који су потом однели, у унутрашњост земље, јаки западни ветрови. Песак који је прекривао локацију служио је за заштиту у великој мери током векова.
Због своје локације и саобраћајних веза, насеље је очигледно представљало значајан центар трговине у то време, а то потврђују стаклено посуђе, драгуљи и арапски новчићи пронађени на том месту. Сребрни брош у стилу урне из 11. века, пронађен у једном гробу, је модел за бронзане копије које су биле ливене у златарској радионици у Лунду почетком 12. века.
Већина откривених сахрана су кремације (сматрало се да кремација ослобађа дух човека из његовог тела, тј. да се кремацијом започиње путовање које се завршава придруживањем боговима), мада је откривен и један број инхумација, а показало се да је тенденција ка кремацији или сахрањивању зависила од периода, јер је кремација замењивала инхумацију у доба Викинга. Сахрањивање из превикиншког доба било је испод хумки. Неки од гробова из викиншког доба су различито обликовани, у зависности од тога да ли се у њима налази мушкарац или жена. Гробови у којима су мушкарци су шиљатог и троугластог облика, и представљају викиншке бродове. Од каснијих гробова, изгледа да се неки женски гробови разликују по постављању стена у круг или овал, али већина гробова је обележена камењем или у троуглу или у традиционалном облику чамца (каменог брода), указујући на значај који су Викинзи придавали води. Поставке брода представљају највећи скуп добро очуваних примерака који су сачувани. Облик и величина обриса гроба очигледно указују на статус личности - све то подсећа на сахране бродова англосаксонаца, норвешких и шведских Викинга и других древних германских друштава.
Музеј поред локације који је донирала цементна компанија Олоборг Портланд А/С у част њихове стогодишњице отворен је 1992. године. Музеј је проширен 2008, а отворена је нова изложба праисторије у области Лимфјорда.